# Anton Raphael Mengs

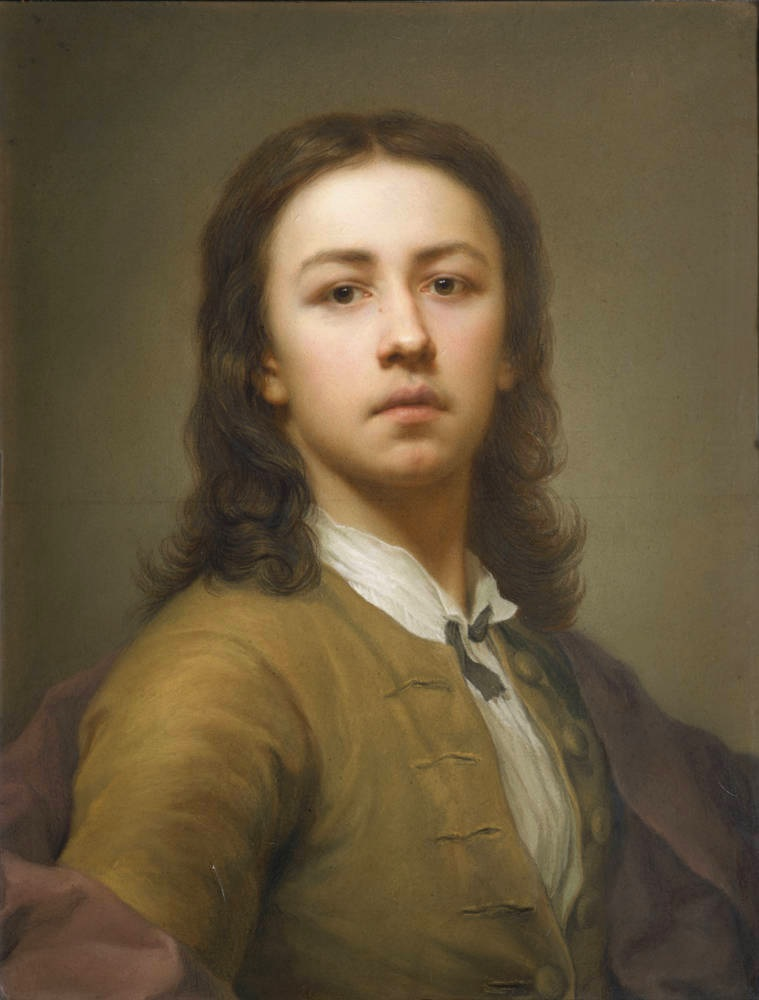
Selbstbildnis, 1744

Anton Raphael Mengs (* 12. März 1728 in Aussig, Böhmen; † 29. Juni 1779 in Rom) war ein deutscher Maler, der zu einem wesentlichen Wegbereiter und Vertreter des Klassizismus wurde.

## Leben

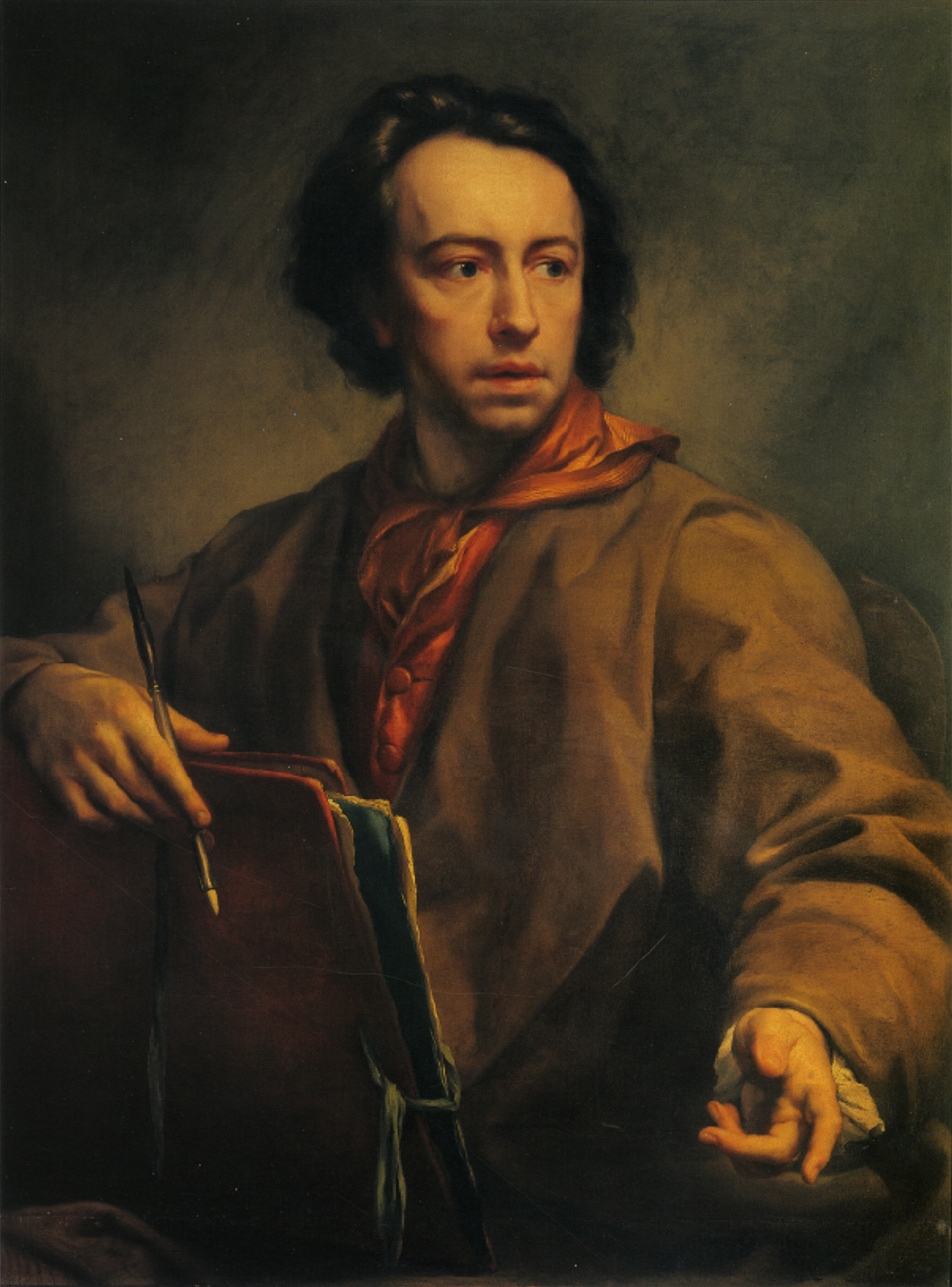
Selbstbildnis, um 1775

Anton Raphael Mengs wurde als Sohn des sächsischen Hofmalers Ismael Mengs geboren. Ersten Zeichenunterricht erhielt er zusammen mit seiner Schwester Theresa Concordia vom Vater. Von 1741 bis 1744 hielt er sich mit dem Vater zum Antikenstudium und zum Studium der alten Meister, vor allem von Raffael und Michelangelo, in Rom auf. Nach seiner Rückkehr wurde er mit siebzehn Jahren zum Kabinettmaler in Dresden ernannt.

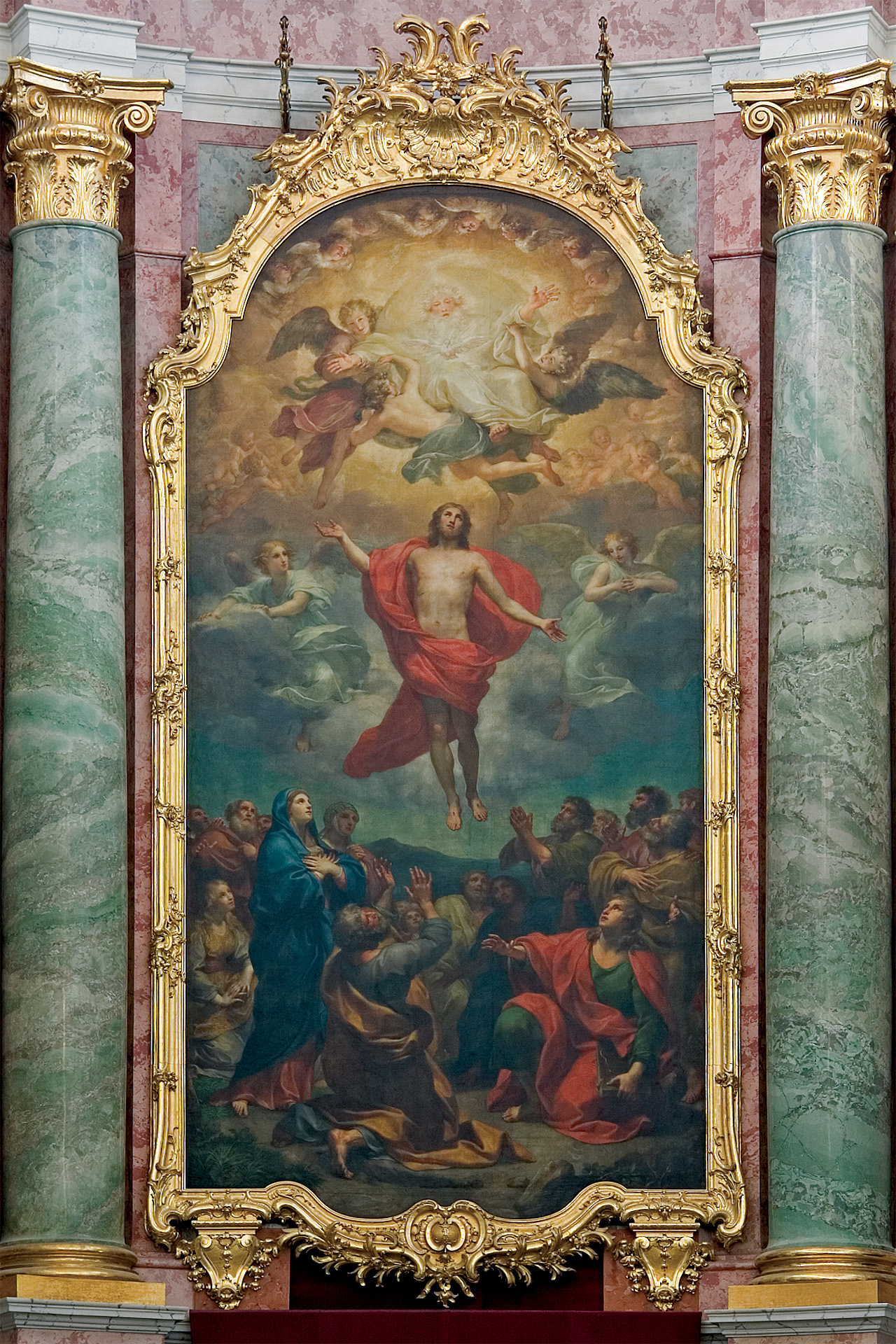
Gemälde von Mengs über dem Hauptaltar der Katholischen Hofkirche Dresden

1746 reiste Mengs ein zweites Mal nach Rom. Er konvertierte zum Katholizismus und heiratete die Römerin Margherita Guazzi. 1749 kehrte er nach Dresden zurück und wurde dort 1751 zum sächsischen Oberhofmaler am Hofe Friedrich Augusts II. ernannt und erhielt ein jährliches Gehalt von 1000 Talern. 1751 kehrte er nach Stationen in Venedig und Florenz nach Rom zurück wurde dort 1752 Mitglied und 1754 der Direktor der Accademia di San Luca. 1755 lernte er den Archäologen Johann Joachim Winckelmann kennen, der bald zu seinen engsten Freunden zählte und ihm durch seine kunsttheoretischen Vorstellungen ein neues Verständnis von der antiken Kunst vermittelte. Dadurch gewann Winckelmann großen Einfluss auf Mengs Malerei. Er bewirkte in dessen Schaffen eine Wende vom Rokoko zum Frühklassizismus, was ihn zu einem der führenden Maler der neuen Kunstrichtung werden ließ.
1755 wurde Mengs von Papst Clemens XIII. zum Cavaliere di speron d’oro („Ritter des Ordens vom Goldenen Sporn“) ernannt. Ende 1759 reiste er nach Neapel, um die königliche Familie zu porträtieren. Im selben Jahr verließ Karl VII., König beider Sizilien, Neapel, um in Madrid die Nachfolge seines Vaters als spanischer König anzutreten. Mengs kehrte nach Rom zurück. Im Frühjahr begann er das Deckenfresko Der Parnass in der Villa Albani, das als Schlüsselwerk des deutschen Klassizismus gilt. 1761 wurde er an den spanischen Hof in Madrid als Maler berufen, wo er neben Giovanni Battista Tiepolo und Corrado Giaquinto an der Ausgestaltung des königlichen Palastes arbeitete. Die Honorare für beide Künstler waren gleich hoch, ein Zeichen der Wertschätzung, die Mengs am spanischen Hof genoss. Im Oktober 1765 kam es zwischen Winckelmann und Mengs wegen eines Gemäldes zu einem Zerwürfnis (s.unten), so dass der Kontakt zwischen den beiden Freunden vollständig aufhörte. Besondere Förderung erhielt Mengs in Madrid und Rom durch den befreundeten spanischen Diplomaten und Kunstmäzen José Nicolás de Azara, der ihn bei der Herausgabe seiner Werke unterstützte.
1769 erhielt er wegen gesundheitlicher Probleme eine Beurlaubung des spanischen Königs Karl III. und kehrte für insgesamt fünf Jahre nach Italien zurück.
Nach einem längeren Aufenthalt in Florenz traf er 1771 in Rom ein, wo er mit einem Auftrag im Vatikan betraut (Camera dei Papiri) und zum „Principe“ der Accademia di San Luca ernannt wurde, ein Amt, das er in den Jahren 1771/72 innehatte.
Im Frühjahr 1774 kehrte er auf Befehl des spanischen Königs nach Madrid zurück, um seine dort angefangenen Aufgaben abzuschließen. In dieser Zeit förderte er in seiner Position als Hofmaler („primer pintor de cámara“) den jungen Francisco de Goya, dessen Begabung er erkannte und dem er Aufträge als Maler für die königlichen Teppichmanufakturen verschaffte. Im Winter 1776 erhielt er wegen seiner schlechten Gesundheit die endgültige Beurlaubung aus seinem Amt, so dass er am 1. März 1777 nach Rom zurückkehren konnte. Nach zwei Jahren unermüdlichen Schaffens starb er 1779 in Rom und wurde in der römischen Kirche Santi Michele e Magno beigesetzt. Sein Grabmal wurde 1782 von Vincenzo Pacetti geschaffen.

## Wirkung
Der internationale Ruhm, den Mengs in seiner Zeit genoss, zeigt sich an seiner sukzessiven Aufnahme in die Akademien von Bologna, Rom, Florenz, Genua, Venedig, Augsburg und Madrid. Mengs stand mit vielen Künstlern und Literaten seiner Zeit im Austausch, darunter etwa Johann Friedrich Reiffenstein, Friedrich Melchior Grimm, Johann Joachim Winkelmann und Giacomo Casanova, der ihn mehrmals in seinen Memoiren Histoire de ma vie erwähnt. Zu seinen Auftraggebern zählten die Markgräfin Wilhelmine von Bayreuth, Zarin Katharina II. und Kardinal Alessandro Albani. Er war von 1745 bis 1761 Hofmaler von August III., König von Polen und Kurfürst von Sachsen, und von 1761 bis 1777 Hofmaler des spanischen Königs Karl III. Das von ihm verfasste und 1762 zunächst anonym veröffentlichte Buch Gedanken über die Schönheit und über den Geschmak in der Malerey wurde in zahlreichen Akademien als Lehrbuch verwendet. Er galt vielen als der größte Maler seiner Zeit. Seine Büste befindet sich in der Walhalla bei Regensburg.
Vor allem in Rom und in Madrid tat sich Mengs als Förderer und Lehrer vieler junger Künstler hervor, die seine künstlerischen Prinzipien aufgriffen und weiterführten. Dazu zählten unter anderem Nicolas Guibal, Martin Knoller, Christoph Unterberger, Giovanni Battista Casanova und der kurpfälzische Hofmaler Johann Wilhelm Hoffnas.

## Das malerische Werk

### Porträts
Mengs war ein brillanter und begehrter Porträtmaler. Er hat die Mächtigen seiner Zeit gemalt, etwa Papst Clemens XIII., August III. und seinen Sohn Kurfürst Friedrich Christian von Sachsen.

### Gemälde und Fresken
Mengs beherrschte virtuos die im Barock entwickelte und praktizierte illusionistische Deckenmalerei. Seine Deckenfresken
Verherrlichung des Hl. Eusebius in Rom, die Verherrlichung des Herkules im Palacio Real von Madrid und die Allegorie der Geschichte im Vatikan sind in der Tradition des barocken Illusionismus gemalt.

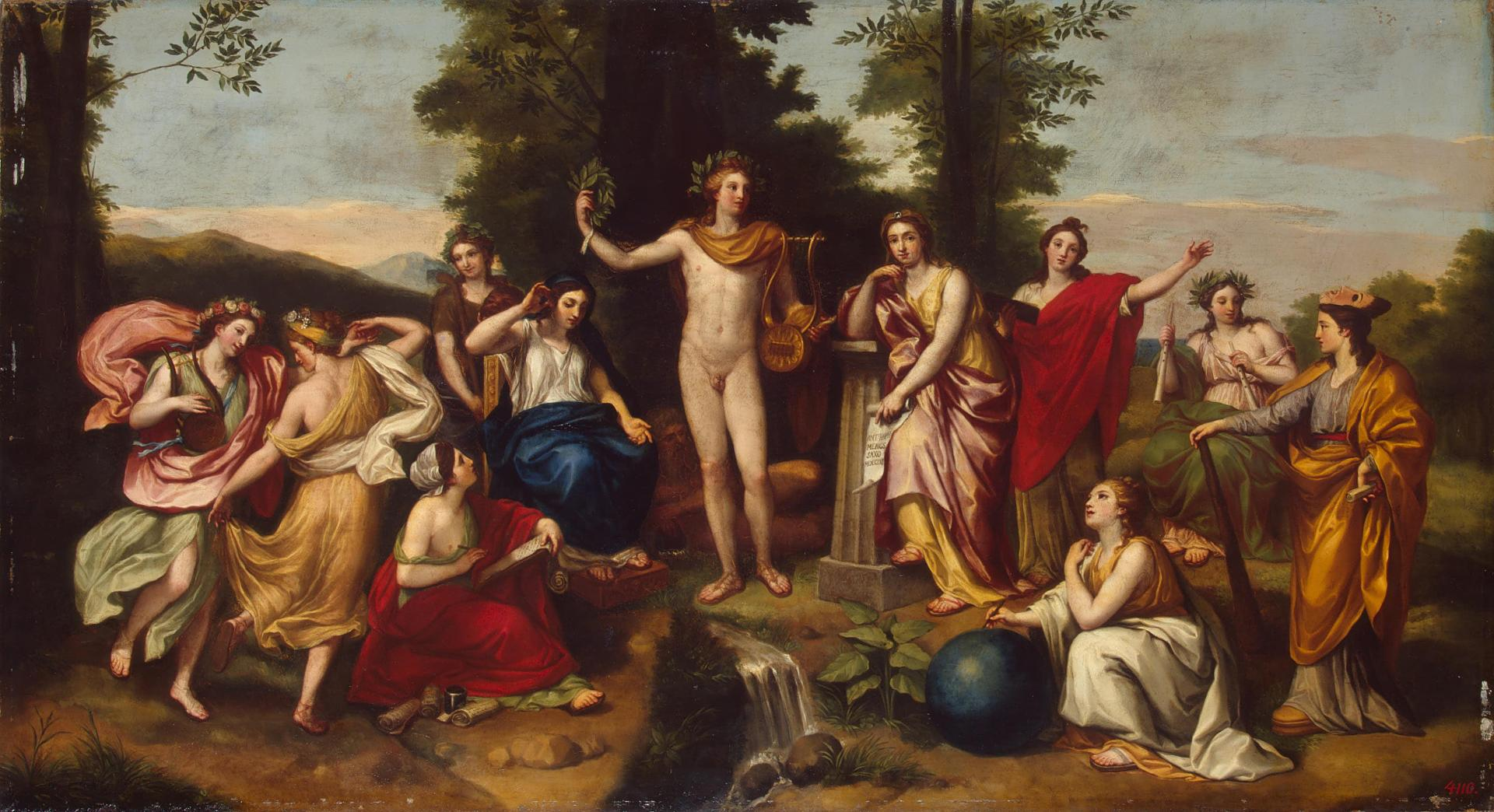
Der Parnass (Studie zum Fresko in der Villa Albani), Eremitage, Sankt Petersburg

Unter dem Einfluss von Winckelmann fertigte er für die Villa Albani in Rom das Deckenbild Der Parnass – ein Hort der Künstler und Musen –, das sich von den zuvor genannten unterscheidet. In der Art eines gerahmten Tafelbildes zeigt das Bild Apollo im Kreise der Musen mit deren Mutter Mnemosyne. Die Erweiterung um eine Person erlaubt dem Maler eine streng symmetrische Anordnung der Figuren. Das Bild spielt auf das berühmte Parnassbild seines großen Vorbildes Raffael an, wobei Mengs die Zahl der Figuren drastisch reduziert und die Figuren nach dem damaligen Kenntnisstand der antiken Kunst kleidet und ausstattet.
Die Komposition des Bildes ist in der Tradition Nicolas Poussin angelegt: Flache Reihung der Personen, statuarische Gestalten, Verzicht auf Hell-Dunkel-Effekte, kein Verschmelzen der Farben. Mit dem Bild verherrlicht Mengs den Kardinal Alessandro Albani als Mäzen der Künste.
Der Parnass gilt als beispielhafte Umsetzung der Kunsttheorie Winckelmanns, wie er sie 1755 in den Gedanken über die Nachahmung der griechischen Werke in der Malerei und Bildhauerkunst dargelegt hatte. Es gilt als Gründungswerk des deutschen Klassizismus. Das Bild spielt eine zentrale Rolle bei der Bewertung Mengs’ hinsichtlich seiner Position in der Kunstgeschichte. Die abfälligen Bemerkungen von Kunsthistorikern des 19. Jahrhunderts über ihn dürften sich weniger auf seine Porträts als auf die Freskenmalerei beziehen.

## Kunsthistorische Anekdote

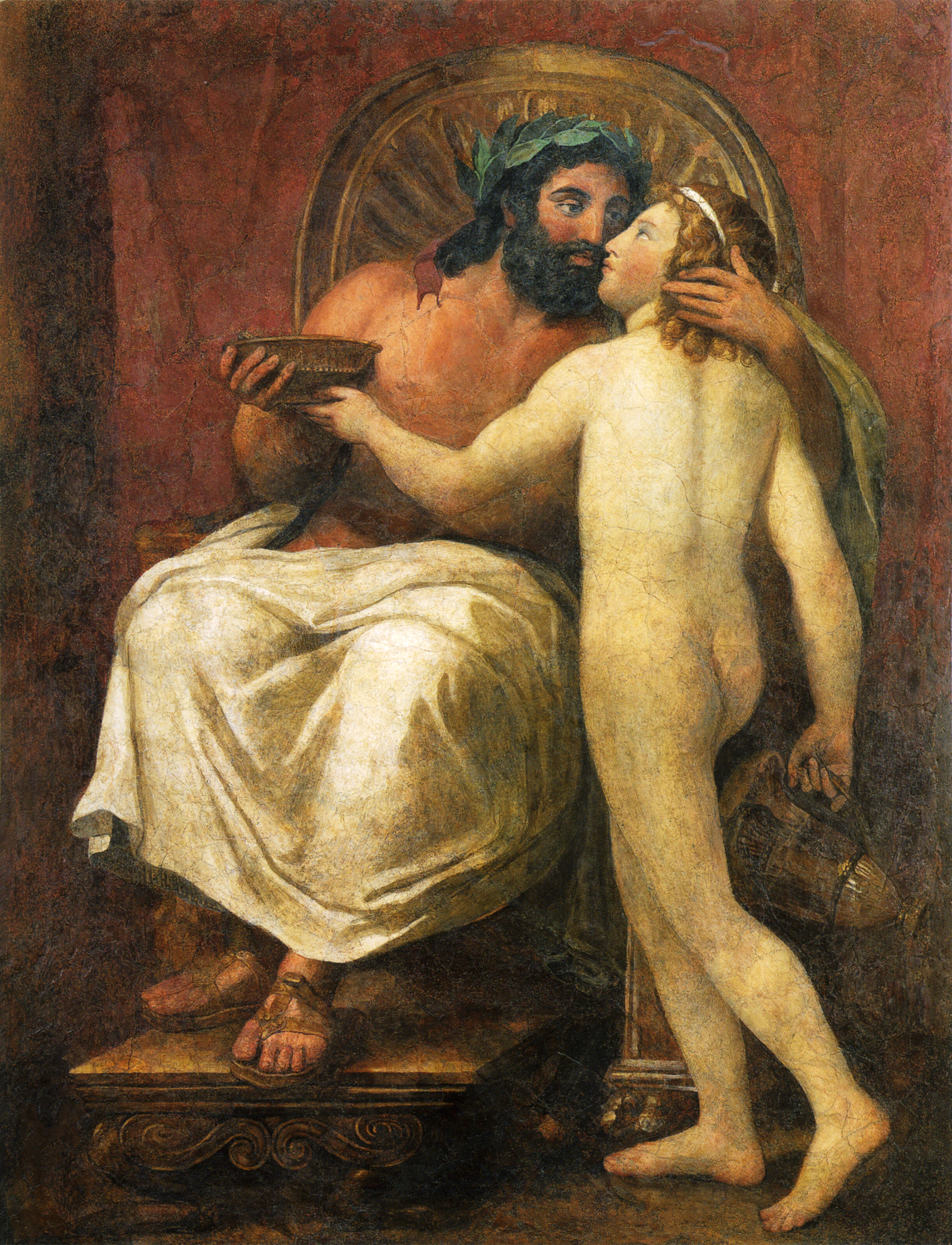
Jupiter küßt Ganymed

Ein Kuriosum der Kunstgeschichte ist sein Fresko Jupiter küßt Ganymed, gemalt um 1758/59, das heute in der Galleria Nazionale in Rom zu sehen ist. Dieses Bild war der Anlass für ein tiefes Zerwürfnis zwischen Winckelmann und Mengs. Dargestellt ist ein antikes Thema, für das es bisher keine authentische Quelle gab. Der Maler spielt in dem Fresko virtuos mit den Stilmitteln der eben in Pompeji ausgegrabenen Wandmalereien. Das Bild wurde umgehend als antikes Original akzeptiert, obwohl sich einige Zweifler zu Wort meldeten. Goethe lobte zunächst das Bild und hielt es für ein Original. Von Winckelmann wurde es voreilig in seiner Geschichte der Kunst des Altertums gewürdigt. Der Nachweis einer Fälschung war für Winckelmann als Antikenkenner peinlich, und er verzieh sie dem Freund nicht. Laut Johann Wolfgang von Goethe soll Mengs erst auf dem Totenbett seine Urheberschaft an dem Bild eingestanden haben. Was Mengs zu dieser Aktion bewegt hat, lässt sich nicht klären. Er traf mit diesem Bild die Erwartungshaltung seines Publikums auf den Punkt.

## Zitate
„Der Inbegriff aller beschriebenen Schönheiten in den Figuren der Alten findet sich in den unsterblichen Werken Herrn Anton Raphael Mengs, ersten Hofmalers der Könige von Spanien und von Pohlen, des größten Künstlers seiner, und vielleicht auch der folgenden Zeit. Er ist als ein Phoenix gleichsam aus der Asche des ersten Raphael erweckt worden, um der Welt in der Kunst die Schönheit zu lehren, und den höchsten Flug menschlicher Kräfte in derselben zu erreichen.“ (Johann Joachim Winckelmann)
„Kann man behaupten, daß in seinen Werken die Nachahmung jener [Kunst] des Alterthums zu etwas anderem geführt habe, als zur Zusammenfügung steinerner Gliedmaaßen mit aufgesetzten Farben und Anheftung des in den Copier-Mappen aufbewahrten Seelenvorraths, endlich mit Hinzufügung geborgter Bewegungen von Menschen, denen die dargestellte Handlung fremd ist.“ (August Kestner)

## Werke (Auswahl)

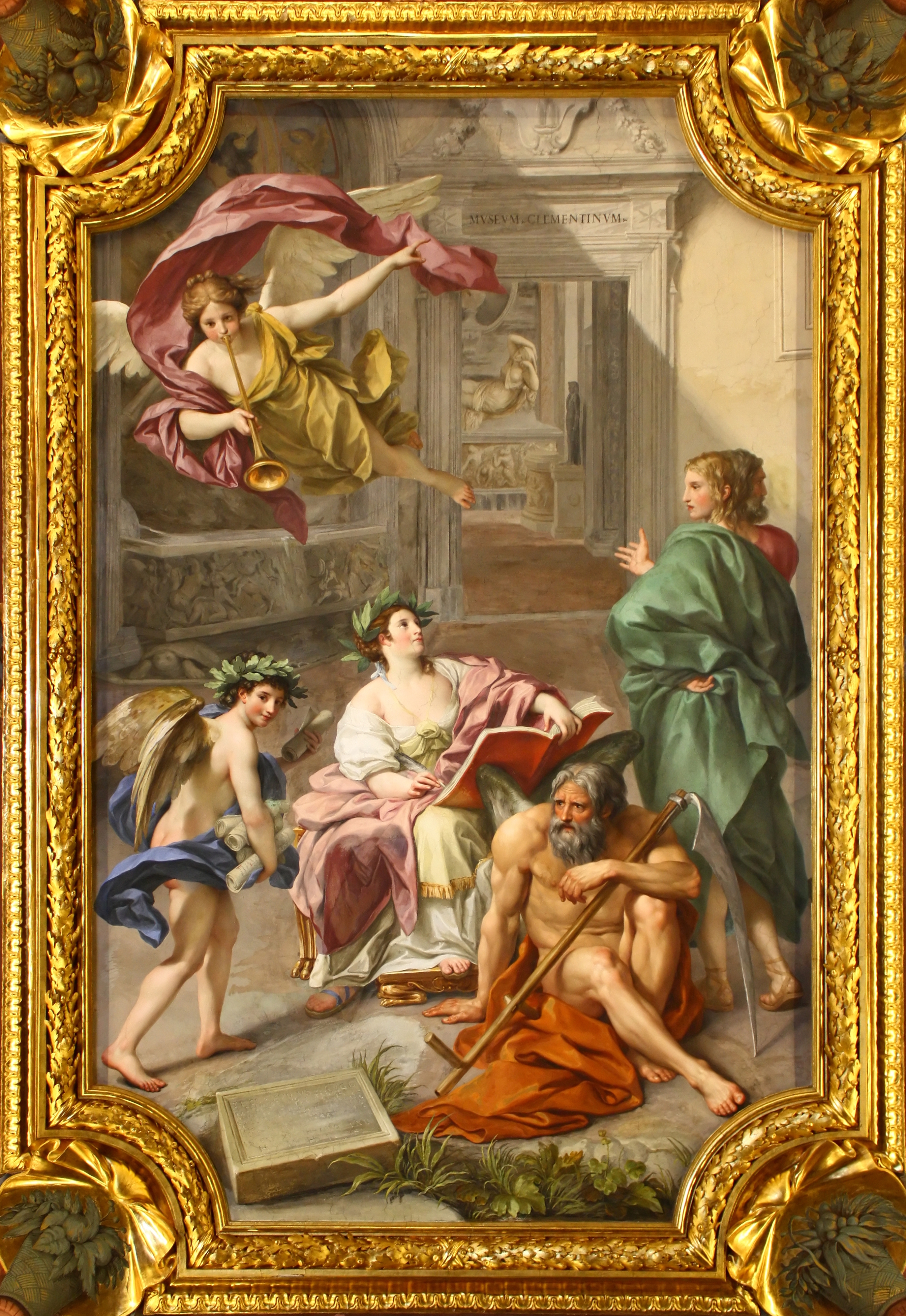
Triumph der Geschichte über die Zeit, 1772, Camera dei Papiri, Vatikan, Rom

- Selbstbildnis des Künstlers in rotem Mantel, 1744, Dresden, Gemäldegalerie Alte Meister
- König August III., 1745, Dresden, Gemäldegalerie
- Kopie der Schule von Athen, 1752–1755, für den Duke of Northumberland, Victoria and Albert Museum[8]
- Detailstudien in der Kunsthalle Karlsruhe und in der Kunsthalle zu Kiel (Mittelstück, ehemals Teil der Sammlung auf Gut Emkendorf)[9]
- Urteil des Paris, 1756, St. Petersburg, Eremitage
- Ruhm von St. Eusebius. 1757. Rom, Deckenfresko in der Eusebiuskirche.
- Papst Clemens XIII. 1758, Bologna, Pinacoteca Nationale
- Johann Joachim Winckelmann, zwischen 1758 und 1762, New York, Metropolitan Museum
- König Ferdinand IV. von Spanien. 1760, Madrid, Museo del Prado
- Der Parnaß, 1760–1761, Deckenfresko in der Villa Albani, Rom
- Verherrlichung des Herakles, 1762–1775, Madrid, Deckenfresko im Palacio Real
- Maria Luisa von Parma. um 1765, Paris, Louvre
- Ausgießung des Hl. Geistes. um 1765, St. Petersburg, Eremitage
- Anbetung der Hirten. 1770, Madrid, Museo del Prado
- Selbstbildnis. nach 1770, Berlin, Staatliche Gemäldegalerie
- Maria mit Kind und zwei Engeln. 1770, Wien, Kunsthistorisches Museum
- Allegorie der Geschichte. 1772–1773, Rom, Deckenfresko in der Camera dei Papiri im Vatikan

### Schriften
- Opere di Antonio Raffaello Mengs. Parma 1780.
- Obras de D. Antonio Rafael Mengs, primo pintor da Camera del rey. Publicadas por Don Joseph Nicolas de Azara. Madrid 1780.
- Mengs Werke, übersetzt von Christian Friedrich Prange. 1786.
- Des Ritter A. R. Mengs praktischer Unterricht in der Malerei. Aus dem Italienischen von Neuem herausgegeben und mit mehreren Zusätzen begleitet von V. H. Schnorr von K. Leipzig 1818. Digitalisat der SLUB Dresden via EOD
- Herbert von Einem (Hrsg.): Mengs. Briefe an Raimondo Ghelli und Anton Maron. Göttingen 1973.
- Helmut Pfotenhauser u. a. (Hrsg.): Frühklassizismus. Position und Opposition: Winckelmann, Mengs, Heinse. Frankfurt am Main 1995.
- A. R. Mengs: Gedanken über die Schönheit und über den Geschmack in der Malerei (Zürich 1762, Repr. 1992).

### Sekundärliteratur
- Bianconi: Elogio storico di Mengs. Milan, 1780.
- Constantin von Wurzbach: Mengs, Raphael Anton. In: Biographisches Lexikon des Kaiserthums Oesterreich. 17. Theil. Kaiserlich-königliche Hof- und Staatsdruckerei, Wien 1867, S. 347–357 (Digitalisat).
- Friedrich Pecht: Mengs, Anton Raphael. In: Allgemeine Deutsche Biographie (ADB). Band 21, Duncker & Humblot, Leipzig 1885, S. 348–354.
- Karl Woermann: Ismael und Raphael Mengs. Leipzig, 1893.
- Kurt Gerstenberg: Johann Joachim Winckelmann und Anton Raphael Mengs. Halle/Saale 1929.
- Thomas Pelzel: Anton Raphael Mengs and Neoclassicism. Garland, New York 1979, ISBN 0-8240-3962-9.
- Corinna Rösner: Mengs, Anton Raphael. In: Neue Deutsche Biographie (NDB). Band 17, Duncker & Humblot, Berlin 1994, ISBN 3-428-00198-2, S. 77–79 (Digitalisat).
- Steffi Roettgen: Winckelmann, Mengs und die deutsche Kunst. In: Thomas W. Gaehtgens (Hrsg.): Johann Joachim Winckelmann. 1717–1768 (= Studien zum achtzehnten Jahrhundert. Band 7). Felix Meiner Verlag, Hamburg 1986, ISBN 3-7873-0666-8, S. 161–178 (PDF mit eigener Seitenzählung)
- Steffi Roettgen: Anton Raphael Mengs. 1728–1779. 2 Bände. Hirmer, München 1999, ISBN 3-7774-7900-4.
- Steffi Roettgen (Hrsg.): Mengs. Die Erfindung des Klassizismus. Ausstellung Dresden Staatliche Kunstsammlungen 2001. Hirmer, München 2001, ISBN 3-7774-9080-6.
- Moritz Kiderlen: Die Sammlung der Gipsabgüsse von Anton Raphael Mengs in Dresden. Biering & Brinkmann, München 2006, ISBN 3-930609-49-5.
- Almudena Negrete Plano: La colección de vaciados de esculturas que Antonio Rafael Mengs donó a Carlos III para la Real Academia de Bellas Artes de San Fernando. Dissertation. Universidad Complutense de Madrid, 2009, ISBN 978-84-695-7120-0. http://eprints.ucm.es/17146/1/T31083.pdf
- Clario Di Fabio, Mengs a Genova: il ritratto di Tommasina Balbi Cambiaso, "che non dipinto, ma piuttosto vivo rassembra", in “Ricche Minere”, IV, 2017, 8, pp. 54–67.
- Elisabeth Décultot u. a. (Hrsg.): Winckelmann. Moderne Antike. Katalog zur Jubiläumsausstellung zum 300. Geburtstag Johann Joachim Winckelmanns. Neues Museum, Weimar (7. April–2. Juli 2017), Hirmer, Weimar 2017, ISBN 978-3-7774-2756-0